# Ati Kepo
Ati Kepo (* 15. Januar 1996) ist ein papua-neuguineischer Fußballspieler auf der Position eines Stürmers. Er ist aktuell für Hekari United und die Papua-neuguineische Fußballnationalmannschaft aktiv.

## Karriere

### Verein
Seine Vereinskarriere verbrachte Kepo bisher in seiner Papua-neuguineischen Heimat, jedoch geben die Quellen zu seiner Karriere vor 2019 keine Auskunft. Seit 2019 steht er im Kader von Hekari United in der erstklassigen National Soccer League auf Papua-Neuguinea. Hier stand er in seiner Debütsaison, zusammen mit Patrick Aisa, Tutizama Tanito und Daniel Natou, im Finale um die Meisterschaft. Dieses ging jedoch gegen Lae City FC nach einem 0:0 n. V. in anschließenden Elfmeterschießen mit 4:5 verloren. Ein Jahr darauf nahm er an der OFC Champions League teil und kam in allen drei Begegnungen zum Einsatz. Im letzten Gruppenspiel gegen den vanuatuischen Verein Galaxy FC (2:1) erzielte er beide Tore für Hekari United. Auch 2022 stand er erneut im Finale um die Nationale Meisterschaft und unterlag mit der Mannschaft abermals Lae City nach einem 1:1 n. V. in anschließenden Elfmeterschießen mit 3:5. In der aktuellen Ausgabe der OFC Champions League bezwang die Mannschaft in den Nationalen Playoffs den Ligarivalen hingegen mit 4:1 nach Hin- und Rückspiel.

### Nationalmannschaft
Sein Debüt im Dress der papua-neuguineischen Nationalmannschaft bestritt Kepo, im Rahmen der XVI. Pazifikspiele, am 8. Juli 2019 gegen die Mannschaft aus Samoa (6:0). Hier wurde er in der 80. Minute für seinen Bruder Kolu Kepo eingewechselt und erzielte in der 90. Minute sein erstes Länderspieltor. Er kam in den Partien gegen Vanuatu (2:0) und Fidschi (1:1 n.V 2:4 n. E.) zum Einsatz und erreichte mit der Mannschaft den vierten Platz im Turnier. Zudem nahm er mit Papua-Neuguinea an der Qualifikation für die Weltmeisterschaft 2022 teil. Hier kam er in zwei Gruppenspielen sowie dem Halbfinale zum Einsatz, wo sein Team jedoch den Salomonen mit 3:2 unterlag. Seinen bisher letzten Einsatz in der Nationalmannschaft bestritt Kepo, im Rahmen des erstmals im Jahr 2022 wieder ausgetragene Melanesien-Cup, am 30. September 2022 gegen die Mannschaft aus Vanuatu. Hier gewann er mit der Auswahl von Papua-Neuguinea nach einem 3:3 n. V. in anschließenden Elfmeterschießen mit 1:4 den ersten Titel seiner Karriere.

### Erfolge
- Melanesien-Cup: 2022